# Napothera malacoptila
Napothera malacoptila (лат.) (ранее Rimator malacoptilus, Риматор) — вид птиц из семейства земляных тимелий. Подвидов не выделяют.

## Распространение
Обитают на востоке Непала, в Сиккиме и на северо-востоке Индии, на севере Мьянмы и в прилежащих районах Южного Китая.

## Описание
Длина тела 11-12 см, вес птицы 18-21 г. Маленькие, почти бесхвостые полосатые коричневые птицы с очень длинным, слегка изогнутым клювом и черноватыми «усами». Цвет радужных оболочек от бледно-красно-коричневого до коричневого. Клюв темный, рогово-коричневый, на кончике светлее. Ноги бледно-синевато-мясистые, с коричневым или бледно-пурпурно-роговым оттенком. Самцы и самки похожи. Неполовозрелые птицы, по всей видимости, не описаны.

## Биология
Питаются беспозвоночными. Гнездо представляет собой неопрятный шар со входом наверху. В кладке 4 яйца.